# Plectris truncata
Plectris truncata är en skalbaggsart som beskrevs av Blanchard 1850. Plectris truncata ingår i släktet Plectris och familjen Melolonthidae. Inga underarter finns listade i Catalogue of Life.